# غرانت كيمب
غرانت كيمب (بالإنجليزية: Grant Kemp)‏ هو لاعب اتحاد الرغبي جنوب أفريقي، ولد في 31 أكتوبر 1988 في كيب تاون في جنوب أفريقيا.